# Église Saint-Pierre d'Heilly
Pour les articles homonymes, voir Église Saint-Pierre.
L'église Saint-Pierre d'Heilly est situé au centre du village d'Heilly, dans le département de la Somme, à l'est de Corbie.

## Historique
L’église Saint-Pierre est construite dans l'enclos où se trouvait une ancienne chapelle dédiée à Sainte-Anne, patronne d'Heilly. Jusqu'au XVIIIe siècle, l'église se situait dans l'enceinte du château d'Heilly.
Les travaux d’embellissement du château d'Heilly, au XVIIIe siècle, conduisirent à un déplacement de l'ensemble du village. L'église fut reconstruite  de 1778 à 1780 à son emplacement actuel, légèrement en hauteur, par la famille de Choiseul-Gouffier .
Endommagée pendant la Première Guerre mondiale, l'église a été restaurée durant l'entre-deux-guerres, tout en gardant l'homogénéité et la sobriété de l'époque classique.
L'église d'Heilly est protégée en tant que monument historique : inscription par arrêté du 11 juin 2001. Elle a été restaurée de 2014 à 2016.

## Caractéristiques

### Extérieur
L'église d'Heilly est un bâtiment en pierre de style néo-classique. Conçue sur un plan rectangulaire, elle est composée d'une nef unique avec un chœur en demi-cercle à trois pans. A gauche, a été construite la chapelle seigneuriale.
La façade, d'une grande sobriété s'élève sur deux niveaux. Elle est percée d'un portail surmonté d'une haute fenêtre rectangulaire et d'une horloge, le tout surmonté d'un clocher couvert d'ardoises. Le portail est encadré par des pilastres et à chaque extrémité par une fenêtre arrondie au sommet. La partie haute est décorée de chaque côté par une volute. La façade est munie d'un cadran solaire.

### Intérieur
L'intérieur se compose d'une nef unique, la travée d'entrée abritant une tribune. Les grilles du chœur sont attribuées à Jean Veyren,.
Treize verrières ont été réalisées par Pierre Pasquier, maître-verrier amiénois entre les deux-guerres, certaines datées de 1938 ; une dernière, de l'entreprise In Vitraux (Anciens Ateliers Cagnart) à Amiens, a été ajoutée en 2018.
L'église conserve :
- un groupe sculpté du XVIIe siècle en bois peint : sainte Anne et la Vierge, inscrit monument historique, au titre d'objet[5] ;
- une statue de saint Vincent de Paul en bois bruni du XVIIIe siècle, attribuée à Jean-Baptiste Carpentier, classée monument historique, au titre d'objet[6];
- une statue de la Vierge à l'Enfant, en bois du XIXe siècle inscrite monument historique, au titre d'objet[7];
- une statue de saint Pierre du XIXe siècle, en bois peint et doré inscrite monument historique, au titre d'objet[8];
- une statue de saint Paul du XIXe siècle, en bois peint et doré inscrite monument historique, au titre d'objet[9];
- une huile sur toile du XIXe siècle, de 160 x 110 cm représentant la Mise au tombeau et provenant de Ribemont-sur-Ancre est protégée en tant que monument historique par inscription du 10 mai 1983 au titre d'objet[10] ;
- une huile sur toile du XXe siècle, 170 x 220 cm : Le curé de la commune d'Albert fuyant avec Notre-Dame de Brebières, inscrite monument historique, au titre d'objet[11] ;
- un maître-autel en marbre du XIXe siècle inscrit monument historique, au titre d'objet[12] ;
- une crédence en bois et marbre, du XVIIIe siècle inscrite monument historique, au titre d'objet[13] ;

### Les cloches
Le clocher est doté de trois cloches, la plus ancienne « Adélaïde » date de 1780. En 1817, deux autres cloches furent installées : « Adélaïde » et « Sidonie ». Ainsi deux cloches portent-elle le même nom.

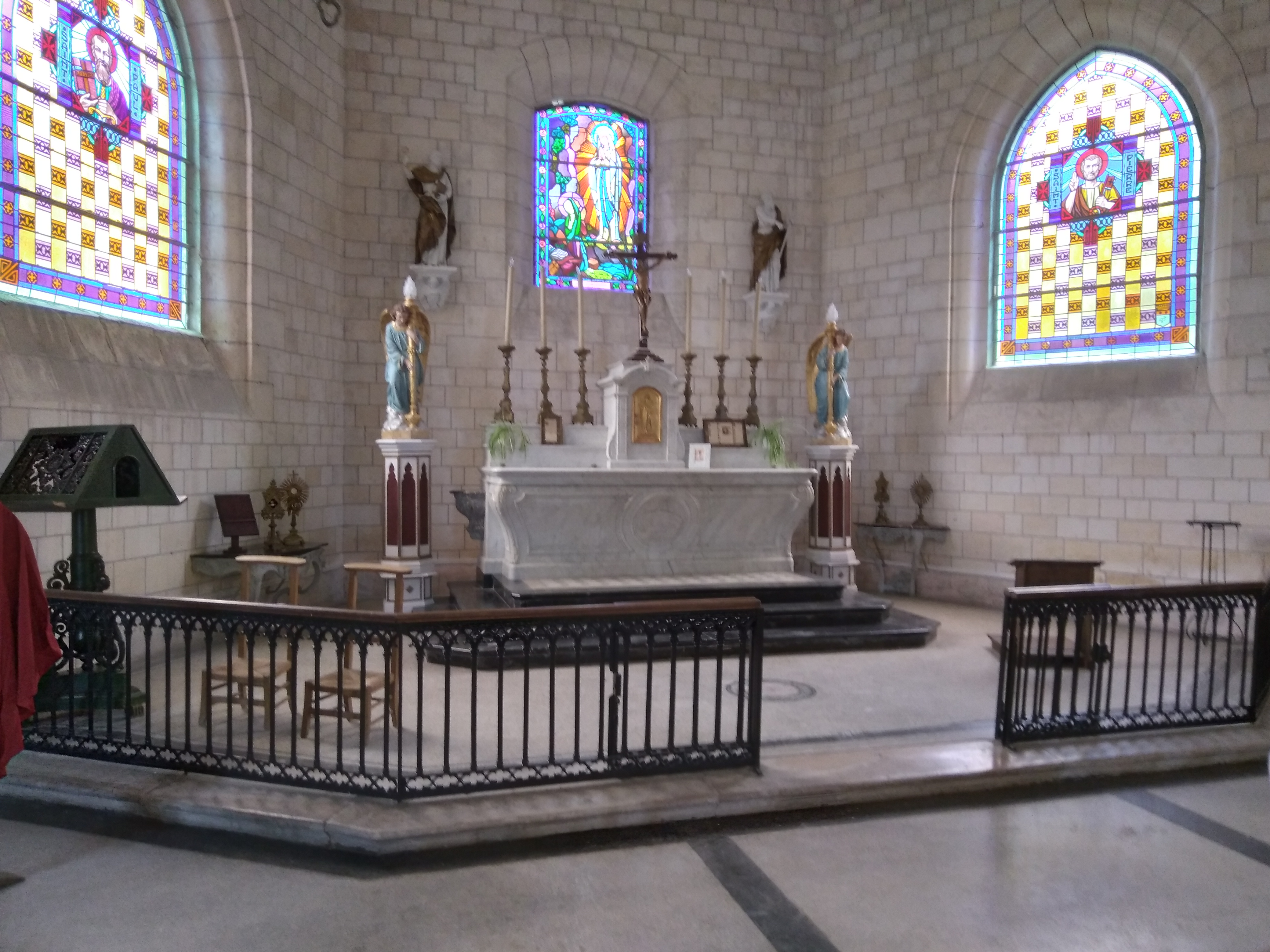
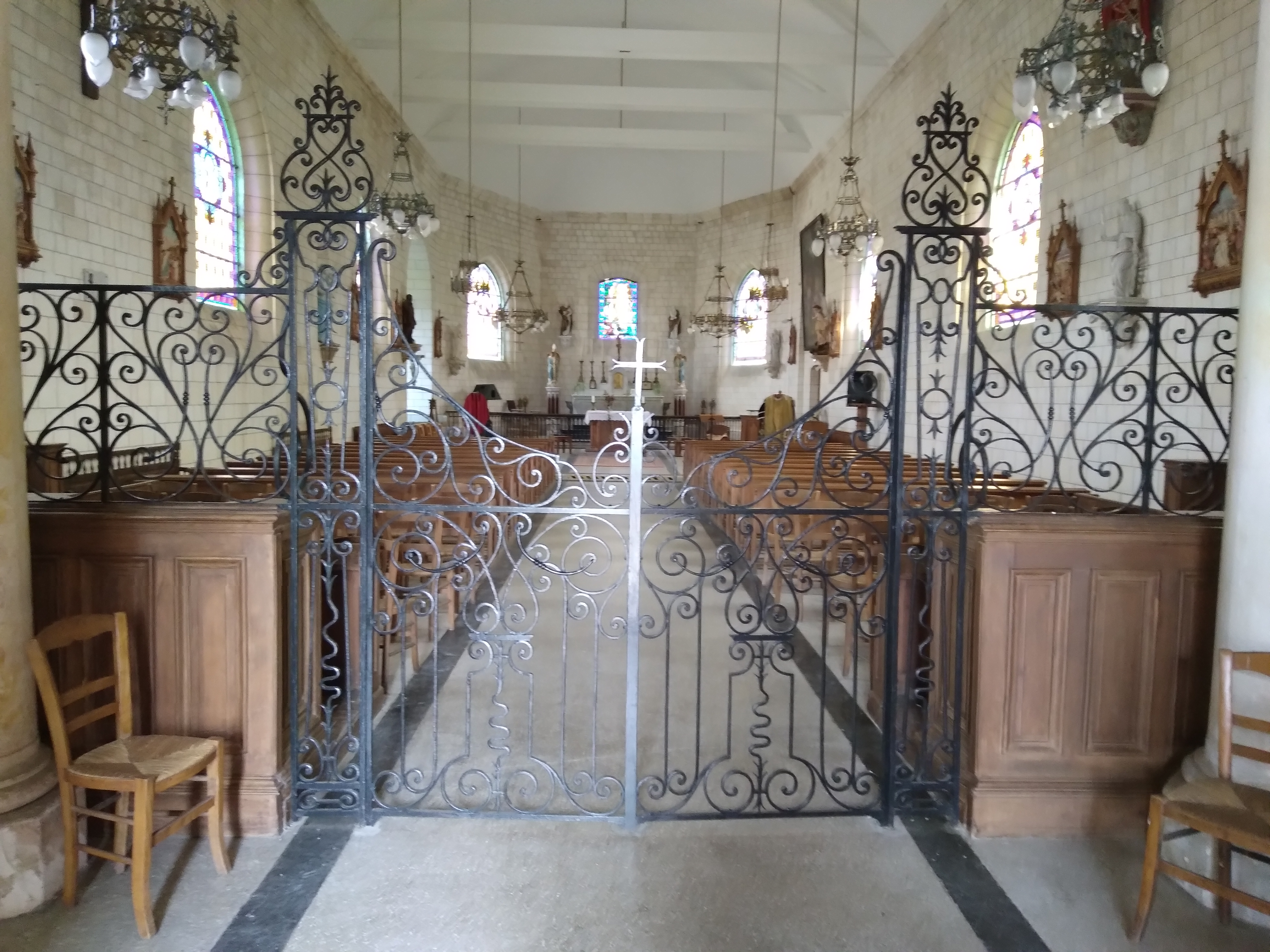
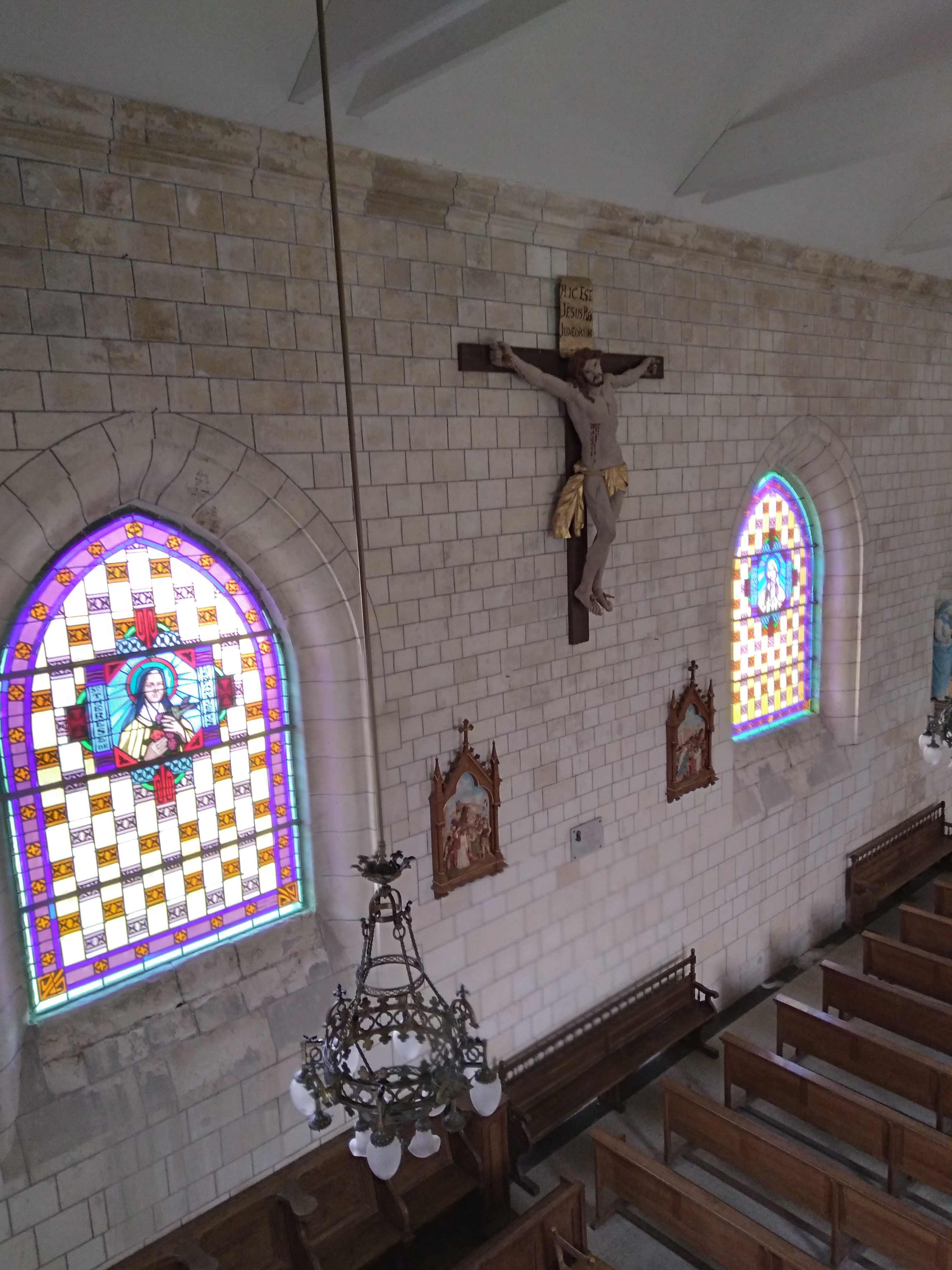
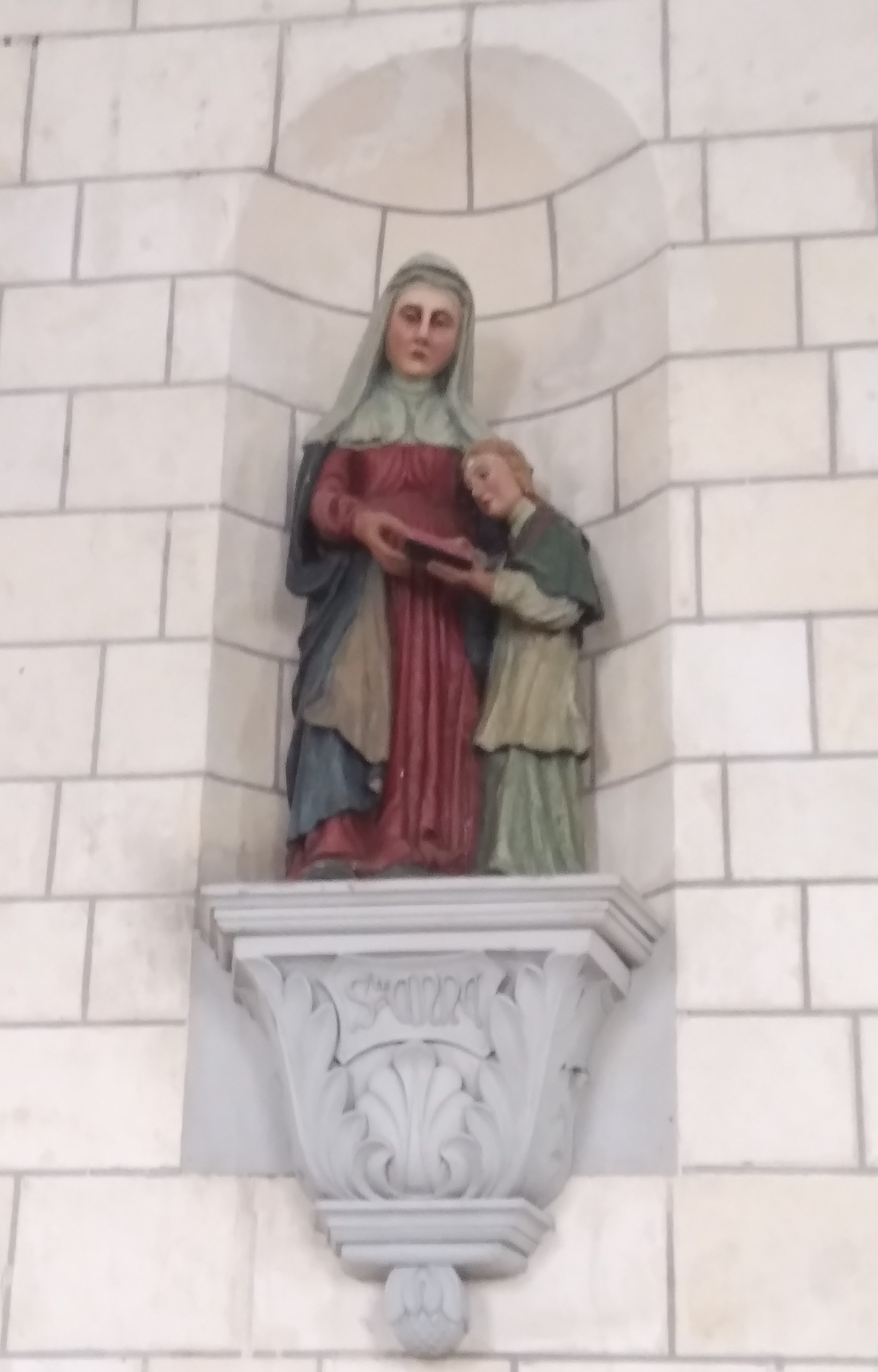